# Пике, Кристиан
Кристиа́н Ламо́т (фр. Christian Lamothe; род. 1952, Париж) — французский политический деятель, журналист. Основатель и сопредседатель партии «Унитарные левые». Более известен под псевдонимом Кристиан Пике (фр. Christian Picquet).

## Биография
Родился в 1952 году в Париже. В 60-е года XX века увлёкся леворадикальными движениями, принимал участие в протестах «Красного мая» 1968 года, состоял в молодёжной организации Французской коммунистической партии, однако после протестов покинул её и вступил в Революционную коммунистическую лигу придерживавшийся идей троцкизма.
Однако Кристиан Пике вышел из РКЛ уже в 1971 году. Основал новую политическую партию «Революция!», которая в 1976 году объединилась с Коммунистической организацией рабочих. В последней с 1977 по 1979 год являлся членом политбюро.
В 1980 году вновь вступил в Революционную коммунистическую лигу, а в 1984 году стал членом политбюро. В лиге он возглавлял внутрипартийную фракцию «Unir», которая предпочитала сотрудничество с не очень радикальной Французской коммунистической партией, нежели с другими леворадикальными организациями Франции.
В 2009 году РКЛ самораспустилась для создания Новой антикапиталистической партии, однако фракция «Unir» отказалась в неё входить. 14 февраля 2009 года «Unir» превратился в самостоятельную партию «Унитарные левые», Пике стал её сопредседателем. Партия вошла в состав созданного в ноябре 2008 года Левого фронта для совместного с Французской коммунистической партией, Левой партией и ещё несколькими левыми партиями Франции участия в выборах в Европейский парламент в 2009 году. Но по результатам выборов «Унитарные левые» не получили ни одного места.
С 7 июня 2009 года занимает должность регионального советника в Юге — Пиренеях.

## Работы
- Fascismes, un siècle mis en abîme, ouvrage collectif (Éd. Syllepse-Mauvais Temps, 2000).
- La République dans la tourmente (Éd. Syllepse, 2003).
- Quelle VI République ?, ouvrage collectif (Éd. Le Temps des cerises, 2007).
- Le Trotsko et la Coco, entretiens avec Marie-Pierre Vieu par Sylvia Zappi (Éd. Arcane 17, 2010).